# Мавзолей казанских ханов
Мавзолей казанских ханов (тат. Казан ханнары мавзолее) — памятник истории и археологии в Казани, на территории Казанского кремля. Построен в XV веке, разрушен в XVII веке, ныне руины мавзолея законсервированы и музеефицированы. Объект культурного наследия России федерального значения.

## История раскопок
Первые два захоронения обнаружены в 1977 году археологом А. Х. Халиковым. Согласно антропологическому исследованию 1990-х годов, они принадлежали ханам Махмуду и Мухаммед-Амину.
В 2004 году группой археологов под руководством Ф. Ш. Хузина найдена вторая часть мавзолея: на трёхметровой глубине обнаружены три пятиярусные гробницы (мастабы) с четырьмя захоронениями. Позднее было найдено ещё два захоронения, одно из них под общим склепом, оно относилось ещё к периоду Золотой Орды. Дальнейшие раскопки не проводились, чтобы не повредить найденный белокаменный пол.
К празднованию тысячелетия Казани в 2005 году было решено законсервировать и выставить на обозрение руины мавзолея. Два захоронения, сохранившихся наилучшим образом, сохранены в первоначальном виде, над ними сооружён стеклянный купол. В 2006 году рядом поставлен памятный камень с именами ханов, похороненных в мавзолее.
В 2017 году часть останков ханов и их родственников, обнаруженных в мавзолее, перезахоронена в новой гробнице, поблизости от старой.

## История здания
Мавзолей, как установлено по результатам раскопок, представлял собой прямоугольное белокаменное здание. Располагался поблизости от ханского дворца и ханской мечети (в районе современных башни Сююмбике и Дворцовой церкви, с западной стороны от них). Он был возведён в 1460-е годы, при хане Махмуде. В нём располагались захоронения шести казанских ханов: Махмуда, Мухаммед-Амина, Ибрагима, Халиля, Джан-Гирея и Сафа-Гирея. Здание существовало и после взятия Казани, использовалось для хозяйственных целей. Разрушено в XVII веке.